# كارولين سيمون
كارولين سيمون (بالألمانية: Carolin Simon)‏ هي لاعبة كرة قدم ألمانية، ولدت في 24 نوفمبر 1992 في كاسل في ألمانيا. شاركت مع منتخب ألمانيا الوطني لكرة القدم للسيدات تحت 15 سنة ‏. أما مع النوادي، فقد لعبت مع نادي فولفسبورغ للسيدات ونادي فولفسبورغ.

## وصلات خارجية
- كارولين سيمون على موقع الاتحاد الدولي (مؤرشف)  (الإنجليزية)
- كارولين سيمون على موقع الاتحاد الأوربي (الإنجليزية)
- كارولين سيمون على موقع قاعدة بيانات كرة القدم.إي يو (الإنجليزية)
- كارولين سيمون على موقع بيانات كرة القدم. دي إي (الألمانية)
- كارولين سيمون على موقع Soccerway.com (الإنجليزية)
- كارولين سيمون على موقع عالم كرة القدم.نت (الإنجليزية)